# Wypadek kolejowy w Chitrinie
Wypadek kolejowy w Chitrinie – 10 grudnia 2016 r. około godz. 5:37 na stacji Chitrino w północno-wschodniej Bułgarii, wskutek wykolejenia pociągu przewożącego w cysternach propan-butan i propen, doszło do eksplozji, która spowodowała zniszczenia w pobliskiej wsi.
Pociąg towarowy przedsiębiorstwa transportowego Bulmarket, jadący z Burgas do Ruse, składał się z 26 cystern i był prowadzony dwiema lokomotywami elektrycznymi.
Według wstępnych ustaleń – pociąg wjechał ze zbyt dużą prędkością na stację i zaczął gwałtownie hamować. Wykoleiło się 7 wagonów, a 2 ostatnie przewróciły słupy sieci trakcyjnej i – prawdopodobnie od łuku elektrycznego – eksplodowały. Eksplozja zniszczyła 20 domów we wsi, a 50 uszkodziła (m.in. budynki użyteczności publicznej, bank, posterunek policji). Siedem osób zginęło, 29 zostało rannych, w tym 10 ciężko – miały rozległe oparzenia, nawet do 90% powierzchni ciała. Trzej maszyniści (dwóch w pierwszej lokomotywie, jeden w drugiej) przeżyli wypadek. 
Po południu, na czas przepompowywania zawartości ocalałych cystern, ewakuowano 1000 mieszkańców miejscowości. Straty materialne były bardzo duże.
12 grudnia 2016 r. ku pamięci ofiar ogłoszono w Bułgarii dniem żałoby narodowej.